# Молодіжний чемпіонат Європи з футболу 1996 (кваліфікація)
Молодіжний чемпіонат Європи з футболу 1996, кваліфікація — відбірний етап чемпіонату Європи, що відбувся з 3 вересня 1994 по 15 листопада 1995.

## Група 1
|   |             | І  | В | Н | П | МЗ | МП | О  |
| - | ----------- | -- | - | - | - | -- | -- | -- |
| 1 | Франція     | 10 | 6 | 3 | 1 | 25 | 3  | 21 |
| 2 | Польща      | 10 | 5 | 2 | 3 | 18 | 18 | 17 |
| 3 | Румунія     | 10 | 4 | 4 | 2 | 17 | 10 | 16 |
| 4 | Словаччина  | 10 | 4 | 2 | 4 | 11 | 10 | 14 |
| 5 | Ізраїль     | 10 | 3 | 3 | 4 | 12 | 11 | 12 |
| 6 | Азербайджан | 10 | 1 | 0 | 9 | 5  | 36 | 3  |

| - Ізраїль 2-2 Польща - Румунія 5-2 Азербайджан - Словаччина 0-3 Франція - Франція 0-0 Румунія - Ізраїль 2-0 Словаччина - Польща 5-0 Азербайджан - Румунія 0-0 Словаччина - Польща 0-4 Франція - Азербайджан 1-2 Ізраїль - Ізраїль 0-1 Румунія - Азербайджан 0-5 Франція - Ізраїль 1-1 Франція - Румунія 1-2 Польща - Словаччина 3-0 Азербайджан - Польща 1-0 Ізраїль | - Азербайджан 0-5 Румунія - Франція 0-1 Словаччина - Польща 1-0 Словаччина - Румунія 1-0 Ізраїль - Азербайджан 1-0 Словаччина - Франція 4-1 Польща - Польща 3-3 Румунія - Словаччина 1-1 Ізраїль - Франція 5-0 Азербайджан - Ізраїль 4-0 Азербайджан - Словаччина 3-1 Польща - Румунія 0-0 Франція - Азербайджан 1-2 Польща - Словаччина 3-1 Румунія - Франція 3-0 Ізраїль |

## Група 2
|   |                    | І  | В | Н | П | МЗ | МП | О  |
| - | ------------------ | -- | - | - | - | -- | -- | -- |
| 1 | Іспанія            | 10 | 7 | 2 | 1 | 27 | 10 | 23 |
| 2 | Бельгія            | 10 | 5 | 4 | 1 | 26 | 10 | 19 |
| 3 | Данія              | 10 | 6 | 1 | 3 | 31 | 15 | 19 |
| 4 | Північна Македонія | 10 | 4 | 0 | 6 | 16 | 27 | 12 |
| 5 | Кіпр               | 10 | 3 | 1 | 6 | 10 | 25 | 10 |
| 6 | Вірменія           | 10 | 1 | 0 | 9 | 8  | 31 | 3  |

| - Бельгія 7-0 Вірменія - Кіпр 0-6 Іспанія - Македонія 5-3 Данія - Вірменія 1-2 Кіпр - Данія 0-1 Бельгія - Македонія 0-1 Іспанія - Бельгія 7-0 Македонія - Іспанія 1-0 Данія - Кіпр 2-1 Вірменія - Бельгія 3-3 Іспанія - Македонія 1-0 Кіпр - Іспанія 1-1 Бельгія - Кіпр 1-5 Данія - Бельгія 1-0 Кіпр - Данія 5-2 Македонія | - Вірменія 0-3 Іспанія - Вірменія 2-0 Македонія - Іспанія 4-0 Вірменія - Данія 4-0 Кіпр - Македонія 3-0 Бельгія - Вірменія 2-3 Данія - Бельгія 2-2 Данія - Македонія 3-2 Вірменія - Іспанія 3-1 Кіпр - Вірменія 0-3 Бельгія - Данія 5-1 Іспанія - Кіпр 3-2 Македонія - Данія 4-0 Вірменія - Іспанія 4-0 Македонія - Кіпр 1-1 Бельгія |

## Група 3
|   |           | І | В | Н | П | МЗ | МП | О  |
| - | --------- | - | - | - | - | -- | -- | -- |
| 1 | Угорщина  | 8 | 6 | 1 | 1 | 14 | 8  | 19 |
| 2 | Швеція    | 8 | 5 | 1 | 2 | 15 | 4  | 16 |
| 3 | Туреччина | 8 | 4 | 2 | 2 | 13 | 12 | 14 |
| 4 | Швейцарія | 8 | 2 | 1 | 5 | 9  | 16 | 7  |
| 5 | Ісландія  | 8 | 0 | 1 | 7 | 7  | 18 | 1  |

| - Угорщина 2-1 Туреччина - Ісландія 0-1 Швеція - Швейцарія 0-5 Швеція - Туреччина 3-0 Ісландія - Швеція 0-1 Угорщина - Швейцарія 2-1 Ісландія - Туреччина 1-1 Швейцарія - Угорщина 1-0 Швейцарія - Туреччина 0-0 Швеція - Угорщина 2-1 Швеція | - Швейцарія 0-2 Туреччина - Швеція 1-0 Ісландія - Ісландія 1-1 Угорщина - Ісландія 2-4 Швейцарія - Швеція 1-0 Швейцарія - Туреччина 2-1 Угорщина - Ісландія 2-3 Туреччина - Швейцарія 2-3 Угорщина - Угорщина 3-1 Ісландія - Швеція 6-1 Туреччина |

## Група 4
|   |          | І  | В | Н | П  | МЗ | МП | О  |
| - | -------- | -- | - | - | -- | -- | -- | -- |
| 1 | Італія   | 10 | 6 | 3 | 1  | 22 | 8  | 21 |
| 2 | Україна  | 10 | 6 | 2 | 2  | 24 | 12 | 20 |
| 3 | Словенія | 10 | 6 | 1 | 3  | 19 | 12 | 19 |
| 4 | Хорватія | 10 | 5 | 2 | 3  | 13 | 12 | 17 |
| 5 | Литва    | 10 | 2 | 2 | 6  | 14 | 16 | 8  |
| 6 | Естонія  | 10 | 0 | 0 | 10 | 5  | 37 | 0  |

| - Естонія 1-2 Хорватія - Україна 3-2 Литва - Словенія 1-1 Італія - Естонія 1-4 Італія - Хорватія 2-0 Литва - Україна 1-0 Словенія - Україна 3-0 Естонія - Словенія 3-0 Литва - Італія 2-1 Хорватія - Італія 7-0 Естонія - Хорватія 1-0 Україна - Литва 0-1 Хорватія - Словенія 5-0 Естонія - Україна 2-1 Італія - Хорватія 0-2 Словенія | - Естонія 2-5 Україна - Литва 0-2 Італія - Литва 1-2 Словенія - Естонія 1-2 Словенія - Україна 1-1 Хорватія - Естонія 0-5 Литва - Хорватія 1-0 Естонія - Литва 3-3 Україна - Італія 1-0 Словенія - Хорватія 2-2 Італія - Литва 3-0 Естонія - Словенія 0-5 Україна - Італія 2-1 Україна - Словенія 4-2 Хорватія - Італія 0-0 Литва |

## Група 5
|   |            | І  | В | Н | П | МЗ | МП | О  |
| - | ---------- | -- | - | - | - | -- | -- | -- |
| 1 | Чехія      | 10 | 7 | 2 | 1 | 33 | 9  | 23 |
| 2 | Норвегія   | 10 | 7 | 0 | 3 | 32 | 13 | 21 |
| 3 | Нідерланди | 10 | 6 | 2 | 2 | 23 | 9  | 20 |
| 4 | Білорусь   | 10 | 5 | 1 | 4 | 20 | 16 | 16 |
| 5 | Мальта     | 10 | 1 | 2 | 7 | 4  | 25 | 5  |
| 6 | Люксембург | 10 | 0 | 1 | 9 | 0  | 40 | 1  |

| - Чехія 1-0 Мальта - Люксембург 0-4 Нідерланди - Норвегія 4-0 Білорусь - Мальта 0-7 Чехія - Норвегія 1-0 Нідерланди - Білорусь 3-0 Люксембург - Нідерланди 2-2 Чехія - Мальта 2-3 Норвегія - Нідерланди 3-0 Люксембург - Мальта 1-0 Люксембург - Люксембург 0-8 Норвегія - Нідерланди 4-0 Мальта - Чехія 2-0 Білорусь - Норвегія 5-0 Люксембург - Білорусь 4-0 Мальта | - Чехія 2-2 Нідерланди - Білорусь 4-2 Норвегія - Люксембург 0-7 Чехія - Норвегія 3-0 Мальта - Білорусь 3-1 Нідерланди - Норвегія 3-4 Чехія - Люксембург 0-0 Мальта - Нідерланди 3-0 Білорусь - Чехія 1-2 Норвегія - Білорусь 0-3 Чехія - Люксембург 0-5 Білорусь - Мальта 0-2 Нідерланди - Мальта 1-1 Білорусь - Нідерланди 2-1 Норвегія - Чехія 4-0 Люксембург |

## Група 6
|   |            | І | В | Н | П | МЗ | МП | О  |
| - | ---------- | - | - | - | - | -- | -- | -- |
| 1 | Португалія | 8 | 6 | 2 | 0 | 14 | 2  | 20 |
| 2 | Англія     | 8 | 6 | 1 | 1 | 13 | 4  | 19 |
| 3 | Ірландія   | 8 | 2 | 2 | 4 | 7  | 9  | 8  |
| 4 | Австрія    | 8 | 2 | 1 | 5 | 5  | 11 | 7  |
| 5 | Латвія     | 8 | 0 | 2 | 6 | 1  | 14 | 2  |

| - Англія 0-0 Португалія - Латвія 1-1 Ірландія - Латвія 0-1 Португалія - Австрія 1-3 Англія - Португалія 2-0 Австрія - Англія 1-0 Ірландія - Ірландія 0-2 Англія - Австрія 0-0 Латвія - Ірландія 1-1 Португалія - Латвія 0-1 Англія | - Португалія 4-0 Латвія - Англія 4-0 Латвія - Ірландія 3-0 Австрія - Латвія 0-2 Австрія - Португалія 2-0 Англія - Австрія 1-0 Ірландія - Австрія 0-1 Португалія - Ірландія 1-0 Латвія - Англія 2-1 Австрія - Португалія 3-1 Ірландія |

## Група 7
|   |           | І | В | Н | П | МЗ | МП | О  |
| - | --------- | - | - | - | - | -- | -- | -- |
| 1 | Німеччина | 8 | 6 | 1 | 1 | 22 | 5  | 19 |
| 2 | Болгарія  | 8 | 5 | 2 | 1 | 11 | 10 | 17 |
| 3 | Уельс     | 8 | 3 | 1 | 4 | 11 | 13 | 10 |
| 4 | Молдова   | 8 | 2 | 2 | 4 | 5  | 11 | 10 |
| 5 | Грузія    | 8 | 1 | 0 | 7 | 7  | 17 | 3  |

| - Грузія 3-0 Молдова - Болгарія 1-0 Грузія - Молдова 1-0 Уельс - Болгарія 2-0 Молдова - Грузія 1-2 Уельс - Уельс 1-1 Болгарія - Молдова 1-1 Німеччина - Болгарія 3-1 Уельс - Грузія 0-2 Німеччина - Німеччина 1-0 Уельс | - Молдова 0-0 Болгарія - Болгарія 2-0 Німеччина - Уельс 5-1 Грузія - Німеччина 3-0 Грузія - Уельс 1-0 Молдова - Німеччина 3-1 Молдова - Уельс 1-5 Німеччина - Грузія 1-2 Болгарія - Німеччина 7-0 Болгарія - Молдова 2-1 Грузія |

## Група 8
|   |            | І | В | Н | П | МЗ | МП | О  |
| - | ---------- | - | - | - | - | -- | -- | -- |
| 1 | Шотландія  | 8 | 7 | 0 | 1 | 16 | 4  | 21 |
| 2 | Фінляндія  | 8 | 5 | 1 | 2 | 17 | 12 | 16 |
| 3 | Росія      | 8 | 4 | 1 | 3 | 17 | 6  | 13 |
| 4 | Греція     | 8 | 3 | 0 | 5 | 12 | 12 | 9  |
| 5 | Сан-Марино | 8 | 0 | 0 | 8 | 1  | 29 | 0  |

| - Фінляндія 1-0 Шотландія - Греція 3-4 Фінляндія - Росія 3-0 Сан-Марино - Греція 4-0 Сан-Марино - Шотландія 2-1 Росія - Фінляндія 4-0 Сан-Марино - Греція 1-2 Шотландія - Сан-Марино 0-6 Фінляндія - Росія 1-2 Шотландія - Греція 0-1 Росія | - Сан-Марино 0-1 Шотландія - Сан-Марино 0-7 Росія - Фінляндія 1-0 Греція - Фінляндія 1-1 Росія - Шотландія 3-0 Греція - Сан-Марино 1-3 Греція - Шотландія 5-0 Фінляндія - Росія 0-1 Греція - Шотландія 1-0 Сан-Марино - Росія 3-0 Фінляндія |

## Кваліфікувались до фінальної частини
| Країна     | Групи   | Попередні турніри                                        |
| ---------- | ------- | -------------------------------------------------------- |
| Франція    | Група 1 | 5 (1982, 1984, 1986, 1988, 1994)                         |
| Іспанія    | Група 2 | 5 (1982, 1984, 1986, 1988, 1990)                         |
| Угорщина   | Група 3 | 3 (1978, 1980, 1986)                                     |
| Італія     | Група 4 | 9 (1978, 1980, 1982, 1984, 1986, 1988, 1990, 1992, 1994) |
| Чехія      | Група 5 | 6 (19781, 19801, 19881, 19901, 19921, 19941)             |
| Португалія | Група 6 | 1 (1994)                                                 |
| Німеччина  | Група 7 | 11 (19822, 19842, 19882, 19902, 1992)                    |
| Шотландія  | Група 8 | 4 (1980, 1982, 1984, 1988)                               |

1 як Чехословаччина
2 як ФРН